# پاتشی سالیناس
پاتشی سالیناس (انگلیسی: Patxi Salinas؛ زادهٔ ۱۷ نوامبر ۱۹۶۳) بازیکن فوتبال اهل اسپانیا است.
از باشگاه‌هایی که در آن بازی کرده‌است می‌توان به باشگاه فوتبال اتلتیک بیلبائو، باشگاه فوتبال سلتاویگو، و باشگاه فوتبال اتلتیک بیلبائو بی اشاره کرد.
وی همچنین در تیم‌های ملی فوتبال زیر ۱۸ سال اسپانیا، زیر ۲۱ سال اسپانیا، زیر ۲۳ سال اسپانیا، Spain national amateur football team، اسپانیا، و باسک بازی کرده‌است.